# 正丁基仲丁基镁
正丁基仲丁基镁是一种有机镁化合物，化学式为C8H18Mg。它可由仲丁基氯化镁和正丁基锂反应制得。它和二异丙胺反应，可以得到二异丙氨基镁。它和环戊二烯反应，可以得到二茂镁。